# LINE証券
LINE証券株式会社（ラインしょうけん、英:LINE Securities Corporation）は、日本の外国為替証拠金取引業者。
LINEヤフー傘下の中間持株会社で金融持株会社のLINE Financialと野村ホールディングスの共同出資により、証券会社として設立され、2019年11月よりサービスを開始した。
2023年10月1日のLINEヤフーによる吸収分割により、LINE Financialによる当社への出資分がZフィナンシャル出資に変更された。一方で同年より順次証券業務からは撤退している。

## 概要
20代-30代の若年層が口座開設者の過半数を占めている。
口座開設や取引に専用のアプリケーションのダウンロードは必要なく、スマートフォンの「LINE」内で銘柄選びから購入まで数タップの操作で完結する簡便性や、平日は21時まで取引ができ、1株単位の単元未満株の株式売買（いちかぶ）が可能で数百円単位で取引を行うことができる等、株初心者を意識した設計となっている。
中上級の投資経験者も取込み、サービス開始から1年が経過した2020年9月時点で、口座数は30万口を突破した。
2020年3月より、外国為替証拠金取引（FX）サービスを新たに開始し、「LINE FX」の口座数は2020年11月時点で、10万口座を到達した。
相対取引による株の売買でサービスを開始し、2020年5月に、東京証券取引所上場銘柄の現物取引の取扱を開始した。
2020年5月21日には、信用取引の取扱を開始。売買代金は無料としている。
同年6月17日には、毎月最低1000円からの少額積み立てができ、QR・バーコード決済サービス「LINE Pay」残高からの引き落としにも対応した、投資信託のつみたてサービスを開始。。
2021年には、iDeCoへの対応も予定しているなど、順次サービスを拡大させ、「フルラインナップ」化している。
2023年6月、事業再編を行い、2024年度末までに証券業務を野村ホールディングス傘下の野村證券に移管（希望する証券会社への移管を希望した場合を除き、野村ネット&コールxxx支店のいずれかに振り分けられる。xxxは、割当店舗の支店番号）し、外国為替証拠金取引（FX）の業務に特化することを発表した。これにより、証券事業からは事実上撤退することになった。野村ネット&コールxxx支店以外の証券会社（野村證券の店舗を希望する場合を含む）への移管を希望する場合は、取引により、同年11月ないしは12月より、無料での移管手続きが行われる。
同年10月1日、主要株主のうち、LINE Financialの持ち分が、すべてZフィナンシャルに変更されている。
2024年5月31日、野村ホールディングスは保有している本証券の株式全てを同年8月13日付でZフィナンシャルに売却することを発表した。これにより、本証券はZフィナンシャルの完全子会社となった。

## 特色
特徴的な取り組みとして、口座開設時にクイズが出題され、3問中2問正解すれば、対象銘柄3株分の購入代金がもらえる「初株チャンスキャンペーン」を展開。
また、個人に人気の銘柄が夕方の一定時間、その日の終値よりも安い価格で購入することができる、ゲリラ企画「株のタイムセール」も行われている。開催直前にLINE証券のTwitterアカウントやLINEアカントで告知される。
LINE経済圏を活用した取り組みとしては、ポイント投資に対応しており、LINEポイントを1ポイント1円として株や投資信託の買付代金に充てることもできる。
値上がりや値下がりといった値動き率が高い5銘柄の銘柄名、価格、騰落率の情報がLINE公式アカウントより通知される「ランキング通知」や決算速報等の配信も行っている。

## 脚註
1. 1 2 3 4 5 6 7 8 9 10  “業務及び財産の状況に関する説明書（2021年3月期）” (PDF).   LINE証券株式会社. 2022年2月13日閲覧。
2. 1 2 3 4  「少額投資できるスマホ証券　斬新なサービス初心者つかむ」『日本経済新聞』2020年7月3日。2020年12月5日閲覧。
3. 1 2  「LINE証券、つみたて投信サービス開始」『日本経済新聞』2020年6月17日。2020年12月5日閲覧。
4. ↑  「スマホ投資サービス戦国時代に突入!? LINE証券の評判はいかに」『ダ・ヴィンチニュース』2020年12月1日。2020年12月5日閲覧。
5. 1 2  「LINE証券の口コミ・評判はどうなの？メリットやデメリット、口座開設手順などを解説！」『MONEY CRUISE』2023年3月27日。2023年3月28日閲覧。
6. ↑  「LINE証券1年、口座数30万超え 中上級者層取り込む」『日本経済新聞』2020年9月29日。2020年12月5日閲覧。
7. ↑  「LINE証券　FX口座10万到達、3～9月業界最多」『日本経済新聞』2020年11月25日。2020年12月5日閲覧。
8. ↑  「LINE証券、株式の現物取引サービス開始　5月10日から」『日本経済新聞』2020年4月27日。2020年12月5日閲覧。
9. ↑  臼田勤哉「LINE証券が口座数初公開 約1年で31万件。2021年「iDeCo」開始」『Impress Watch』2020年9月29日。2020年12月5日閲覧。
10. ↑  “LINE証券の事業再編に関するお知らせ”. LINEFinancial株式会社、野村ホールディングス株式会社、LINE証券株式会社 (2023年6月12日). 2023年6月12日閲覧。
11. ↑  “「LINE証券」株の取引きなどの事業を野村証券に移管へ 今後はFXサービスに経営資源を集中”. TBS NEWS DIG (2023年6月12日). 2023年6月12日閲覧。
12. ↑  林純子 (2024年5月31日). “野村ＨＤ、保有するＬＩＮＥ証券の全株式をＺフィナンシャルに譲渡へ”. Bloomberg.com. 2024年6月1日閲覧。
13. ↑  「ビギナーにもベテランも　スマホ証券のお得な使い方」『日本経済新聞』2020年8月29日。2020年12月5日閲覧。
14. ↑  「LINE証券、「ランキング通知」提供開始　値動き率高い5銘柄を月最大4回まで」『ライブドアニュース』2020年11月29日。2020年12月5日閲覧。